# Team Polti Kometa/2024
Deze pagina geeft een overzicht van de Polti-Kometa-wielerploeg in 2024.

## Algemene gegevens
Teammanager: Francisco Javier Contador
Ploegleiders: Jesús Hernández Blázquez, Biagio Conte, Giovanni Ellena, Stefano Zanatta
Fietsmerk: Aurum
Kleding: Gsport

## Renners
| Naam                | Geboortedatum | Nationaliteit       | Ploeg 2023              |
| ------------------- | ------------- | ------------------- | ----------------------- |
| Davide Bais         | 02-04-1998    | Italië              |                         |
| Mattia Bais         | 19-10-1996    | Italië              |                         |
| Davide De Cassan    | 04-01-2002    | Italië              | Cycling Team Friuli ASD |
| Paul Double         | 15-06-1996    | Verenigd Koninkrijk | Human Powered Health    |
| Matteo Fabbro       | 10-04-1995    | Italië              | BORA-hansgrohe          |
| Erik Fetter         | 05-04-2000    | Hongarije           |                         |
| Andrea Garosio      | 06-12-1993    | Italië              |                         |
| Germán Darío Gómez  | 08-03-2001    | Colombia            | GW Shimano-Sidermec     |
| Giovanni Lonardi    | 09-11-1996    | Italië              |                         |
| Mirco Maestri       | 26-10-1991    | Italië              |                         |
| Alex Martin         | 25-01-2000    | Spanje              |                         |
| David Martin        | 19-02-1999    | Spanje              |                         |
| Francisco Muñoz     | 24-06-2001    | Spanje              | EOLO-Kometa U23         |
| Manuel Peñalver     | 10-12-1998    | Spanje              | Burgos-BH               |
| Andrea Pietrobon    | 11-03-1999    | Italië              |                         |
| Davide Piganzoli    | 08-07-2002    | Italië              |                         |
| Jhonatan Restrepo   | 28-11-1994    | Colombia            | GW Shimano-Sidermec     |
| Javier Serrano      | 17-04-2001    | Spanje              |                         |
| Diego Pablo Sevilla | 04-03-1996    | Spanje              |                         |
| Fernando Tercero    | 28-12-2001    | Spanje              |                         |

### Stagiairs
Per 1 augustus 2023
| Naam              | Geboortedatum | Nationaliteit | Vorige ploeg                       |
| ----------------- | ------------- | ------------- | ---------------------------------- |
| Luca Bagnara      | 02-12-2003    | Italië        | Team Polti Kometa U23              |
| Aidan Buttigieg   | 18-07-1997    | Malta         | St George Continental Cycling Team |
| Gabriele Raccagni | 05-02-2003    | Italië        | Team Polti Kometa U23              |

### Vertrokken
| Naam                | Geboortedatum | Nationaliteit | Ploeg 2024             |
| ------------------- | ------------- | ------------- | ---------------------- |
| Vincenzo Albanese   | 12-11-1996    | Italië        | Arkéa-B&B Hotels       |
| Simone Bevilacqua   | 22-02-1997    | Italië        | Gestopt                |
| Alessandro Fancellu | 24-04-2000    | Italië        | Q36.5 Pro Cycling Team |
| Lorenzo Fortunato   | 09-05-1996    | Italië        | Astana Qazaqstan Team  |
| Francesco Gavazzi   | 01-08-1984    | Italië        | Gestopt                |
| Simone Raccani      | 02-03-2001    | Italië        | Zalf Euromobil Fior    |
| Samuele Rivi        | 11-03-1998    | Italië        | ?                      |

## Overwinningen
| Ronde van Antalya 3e etappe: Davide Piganzoli Eindklassement: Davide Piganzoli Puntenklassement: Giovanni Lonardi Bergklassement: Davide Piganzoli Tour Colombia 6e etappe: Jhonatan Restrepo * Ronde van Rwanda 3e etappe: Jhonatan Restrepo Ronde van Turkije 3e etappe: Giovanni Lonardi | Boucles de la Mayenne Bergklassement: Álex Martín Ronde van Burgos Bergklassement: Diego Pablo Sevilla Ronde van Poitou-Charentes in Nouvelle-Aquitaine Bergklassement: David Martín |  |

* als lid van het landenteam
Bingoal WB · Burgos-BH · Caja Rural-Seguros RGA · Equipo Kern Pharma · Euskaltel-Euskadi · Israel-Premier Tech · Lotto Dstny · Polti Kometa · Q36.5 Pro Cycling Team · TDT-Unibet Cycling Team · Team Corratec-Vini Fantini · Team Flanders-Baloise · Team Novo Nordisk · TotalEnergies · Tudor Pro Cycling Team · Uno-X Mobility · VF Group-Bardiani CSF-Faizanè
2021 · 2022 · 2023 · 2024 · 2025